# Riverview, Florida
Riverview är en ort (CDP) i Hillsborough County, i delstaten Florida, USA. Enligt United States Census Bureau har orten en folkmängd på 71 050 invånare (2010) och en landarea på 120 km².